# Longtou (köpinghuvudort i Kina, Hunan Sheng, lat 28,87, long 109,44)
Longtou (kinesiska: 隆头, 隆头镇) är en köpinghuvudort i Kina. Den ligger i provinsen Hunan, i den södra delen av landet, omkring 350 kilometer väster om provinshuvudstaden Changsha. Antalet invånare är 5 867. Befolkningen består av 2 757 kvinnor och 3 110 män. Barn under 15 år utgör 18,0 %, vuxna 15-64 år 67 %, och äldre över 65 år 14,0 %.
Runt Longtou är det ganska tätbefolkat, med 139 invånare per kvadratkilometer. Närmaste större samhälle är Liye, 17,2 km sydväst om Longtou. I omgivningarna runt Longtou växer huvudsakligen savannskog.
Genomsnittlig årsnederbörd är 1 705 millimeter. Den regnigaste månaden är maj, med i genomsnitt 293 mm nederbörd, och den torraste är december, med 26 mm nederbörd.